# Акули-няньки
Акули-няньки (Ginglymostomatidae) — родина акул з підряду Orectoloboidei ряду воббегонгоподібні. Має 3 роди та 4 види. Наукова назва «Ginglymostomatidae» походить від грецьких слів «петля» («gynglimos») і «рот» («stoma»).

## Опис
Загальна довжина представників цієї родини коливається від 75 см до 4,3 м. Максимальна вага досягає 110 кг. Найхарактерніша риса всіх — це їх паща. Вона знаходиться на нижній стороні голови між кінцем морди і рівнем очей. На нижній щелепі є 2 м'яких вусики — органи нюху. Ними акули «обнюхують» дно в пошуках здобичі. Позаду кожного ока є невелике бризкальце. Це частина акулячої дихальної системи, через бризкальця в зябра втягується вода. Зуби — пласкі, трикутні, з пильчатими краями. Виростають незалежно один від одного, постійно змінюються протягом всього життя риб. У них м'язові грудні плавці, спинних плавників — 2 (задній менших розмірів). Обидва спинних плавця позбавлені будь-яких шипів. Черевні й анальний плавці симетричні спинним. Довжина хвоста перевищує ¼ довжини тіла. Забарвлення різне — від жовтуватого до темно-коричневого.

## Спосіб життя
Донні мешканці, бентофаги. Переважно мешкають у безпосередній близькості із сушею, біля скель та коралових рифів на глибині близько 0,6-70 м. Варто сказати, що ці акули часом трапляються в протоках. Ці акули — неквапливі та кмітливі. Активні вночі. Вдень вони сплять, збираючись у великі групи до 40 особин у кожній. Зазвичай надовго вибирають собі «свій» сховок — тріщину в камінні або місце під підводною скелею — і спить в цьому укритті кожен день. Вночі ці акули стають одинаками. Велику частину часу вони кружляють низько над дном у пошуках здобичі.
Живляться акули переважно ракоподібними, молюсками, покривниками, а також рибою, зокрема скатами-хвостоколами. Акули-няньки також їдять корали і губки. За допомогою добре розвиненого горла ці акули можуть всмоктувати їжу.
Парування триває з кінця червня по кінець липня. Більшість акул-няньок — яйцеживородні. Вагітність триває 6 місяців, зазвичай самиці народжують 30-40 дитинчат. Цикл розмноження — дворічний, самка може знову завагітніти тільки через 1,5 роки після попереднього запліднення. Акуленята народжуються повністю розвиненими і плямистими, плями з віком пропадають.

## Розповсюдження
Поширені у тропічних та субтропічних водах.

## Стосунки з людиною
Ці акули, як правило, безпечні для людей. Нерідко бувають випадки, коли люди купаються поряд з цими акулами. Спокійний характер, відстрочена реакція акул-няньок дозволяють тримати їх у великих акваріумах. До того ж ці риби при своєму лютому вигляді відносно швидко приручаються, слухняні, дозволяють працівникам годувати себе з руки.
Проте відомі деякі випадки, коли акули-няньки наносили досить сильні пошкодження людям. Акула-нянька на кшталт бульдога, схопивши жертву, довго не відпускає її, навіть якщо вона вже на суші.
Ці акули не мають великого промислового значення. Проте в деяких країнах м'ясо акули-няньки їдять. Також використовується і шкура цих акул.

## Роди та види
- Рід Ginglymostoma (Müller & Henle), 1837
  - Ginglymostoma cirratum (Bonnaterre), 1788
  - Ginglymostoma unami Del-Moral-Flores, Ramírez-Antonio, Angulo & Pérez-Ponce de León, 2015
- Nebrius (Ruppell), 1837
  - Nebrius ferrugineus (Lesson), 1831
- Рід Pseudoginglymostoma (Dingerkus), 1986
  - Pseudoginglymostoma brevicaudatum (Gunther), 1867